# Desojo
Desojo (em castelhano) ou Desoio (em basco) é um município da Espanha 
na província e comunidade autónoma de Navarra. Tem 13,84 km² de área e em 2021 tinha 72 habitantes (densidade: 5,2 hab./km²).

## Demografia
| Variação demográfica do município entre 1991 e 2004 | Variação demográfica do município entre 1991 e 2004 | Variação demográfica do município entre 1991 e 2004 | Variação demográfica do município entre 1991 e 2004 |
| --------------------------------------------------- | --------------------------------------------------- | --------------------------------------------------- | --------------------------------------------------- |
| 1991                                                | 1996                                                | 2001                                                | 2004                                                |
| 167                                                 | 151                                                 | 126                                                 | 122                                                 |